# Jeff Tweedy
Jeffrey Scot Tweedy (Belleville, 25 de agosto de 1967) é um compositor, músico e líder da banda Wilco. Tweedy juntou-se a banda de rockabilly The Plebes com o amigo do tempo de escola, Jay Farrar no início dos anos 1980. The Plebes mudou seu nome para The Primitives em 1984, e subsequentemente tornou-se Uncle Tupelo.
Em 1994 Tweedy formou a banda Wilco com John Stirratt, Max Johnson e Ken Coomer. Wilco gravou oito álbuns e encontrou o sucesso com Yankee Hotel Foxtrot, A ghost is Born, Sky Blue Sky e Wilco (The Album) que é o mais recente da banda. 
A banda participou de dois projetos, um deles com Billy Bragg e outro com a banda The Minus 5. Jeff Tweedy ganhou dois Grammys até hoje, incluindo o melhor álbum Alternativo com A Ghost Is Born. Tweedy participou também de vários projetos paralelos, como o Loose Fur e Golden Smog, lançou um livro de poemas e um DVD de shows solo. 